# Chelone
Chelone este un gen de plante din familia  Scrophulariaceae.

## Specii
Cuprinde circa 9 specii.